# Vibo Valentia
Vibo Valentia (korábbi nevén Monteleone di Calabria) város (közigazgatásilag comune) Olaszország Calabria régiójában, Vibo Valentia megyében.

## Fekvése
A község a Santa Eufemia-öböl nyugati partján fekszik. A középkori városközpont egy tengerparttól néhány kilométer távolságra lévő 476 m magas dombon alakult ki, a községhez tartozó Porto Salvo és Vibo Marina frazionék (városrészek) viszont közvetlenül az öböl partján fekszenek. A várost átszeli a Mésima folyó.

## Története
Vibo Valentiát az i. e. 7 században alapították Hipponion néven Epizephürioi Lokroiból érkező görög telepesek. Diodórosz feljegyzéseiből tudjuk, hogy a várost i. e. 388 Dionüsziosz, szürakúszai türannossza elfoglalta és deportálta a teljes lakosságot. A város csak i. e. 378-ban népesült be ismét a karthágóiak segítségével. A város később a bruttiusok fennhatósága alá került, akik Calabria nagy részét uralták. A város az i. e. 300 században került a Római Birodalom fennhatósága alá, nevét ekkor Hipponiumra változtatták. I. e. 194-ben római colonia lett Vibo Valentia néven. A Nyugatrómai Birodalom bukása után elnéptelenedett. 1070-ben a normannok egy várat építettek az egykori akropolisz helyén. A várost Monteleone néven, 1235-ben alapította újra II. Frigyes német-római császár, Szicília királya. Középkori épületeinek nagy része az 1783-as calabriai földrengésben elpusztult. A 19. század elején vált önálló községgé, amikor a Nápolyi Királyságban felszámolták a feudalizmust. Régi római nevét 1928-ban kapta vissza.

## Népessége
A lakosság számának alakulása

## Dialektus
A városban az olasz nyelv egyik dialektusát, a calabriait beszélik.

## Főbb látnivalói
- Castello normanno-svevo - a normann-Stauff várat a 11. század elején építették az egykori akropolisz helyén, majd a 13. század elején kibővítették. A középkorban a nápolyi Pignatelli nemesi család birtokolta. Az 1783-as földrengés során súlyosan megrongálódott ezért elhagyták.
- Hipponium romjai - az ókori városból napjainkban mindössze kb. 350 méter hosszúságú fal maradt fenn (eredetileg 7,5 km hosszú városfalak védték).
- Duomo - a város katedrálisa a 11. század elején épült. Az évszázadok során többször is újjáépítették elsősorban a számos földrengés okozta károk miatt.

## Gazdasága
A város gazdaságának mozgatórugói a Porto Salvo kikötő, amely jelentős személyforgalmat bonyolít le a Lipari-szigetekkel. A város iparának vezető ágazata a finommechanika. A mezőgazdaságot elsősorban a halászat jelenti. A fellendülő turizmus elsősorban a tengerparti üdülőtelepre (Vibo Marina) koncentrálódik.

## Közlekedés
A város a Salernót Reggio Calabriával összekötő A3-as autópálya és vasútvonal mentén fekszik. A legközelebbi repülőtér Lamezia Terme-ben van.

## Híres emberek
- Vincenzo Ammirà - (1821–1890) - költő
- Vito Capialbi - (1790–1853) - régész, történész
- Franceso Antonio Curatoli - (1670–1722) - festő, építész
- Carlo Diano - (1902–1974) - filozófus
- Raffaele Lombardi Satriani - (1873–1965) - néprajzkutató
- Vittoria Belvedere -(1972–) - színész
- Sergio Floccari - (1981–) - labdarúgó